# Hendley (Nebraska)
Hendley es una villa ubicada en el condado de Furnas en el estado estadounidense de Nebraska. En el Censo de 2010 tenía una población de 24 habitantes y una densidad poblacional de 43,5 personas por km².

## Geografía
Hendley se encuentra ubicada en las coordenadas 40°7′53″N 99°58′16″O / 40.13139, -99.97111. Según la Oficina del Censo de los Estados Unidos, Hendley tiene una superficie total de 0.55 km², de la cual 0.55 km² corresponden a tierra firme y (0%) 0 km² es agua.

## Demografía
Según el censo de 2010, había 24 personas residiendo en Hendley. La densidad de población era de 43,5 hab./km². De los 24 habitantes, Hendley estaba compuesto por el 100% blancos, el 0% eran afroamericanos, el 0% eran amerindios, el 0% eran asiáticos, el 0% eran isleños del Pacífico, el 0% eran de otras razas y el 0% pertenecían a dos o más razas. Del total de la población el 0% eran hispanos o latinos de cualquier raza.